# Fatburen, Tyresö
För andra betydelser, se Fataburen (olika betydelser).
Fatburen ligger i Tyresö kommun och ingår i Alby naturreservat. Fatburen är en liten, upplandad vik av Albysjön. Sjön, vars ständer är mer eller mindre igenväxta, är mörk och har lerbotten. Maxdjupet är cirka tre meter. Fatburen ingår i Tyresåns sjösystem och är den sista sjön inom systemet innan det via Follbrinkströmmen utmynnar till Kalvfjärden i Östersjön. Runt sjön går en pilgrimsled.

## Beskrivning

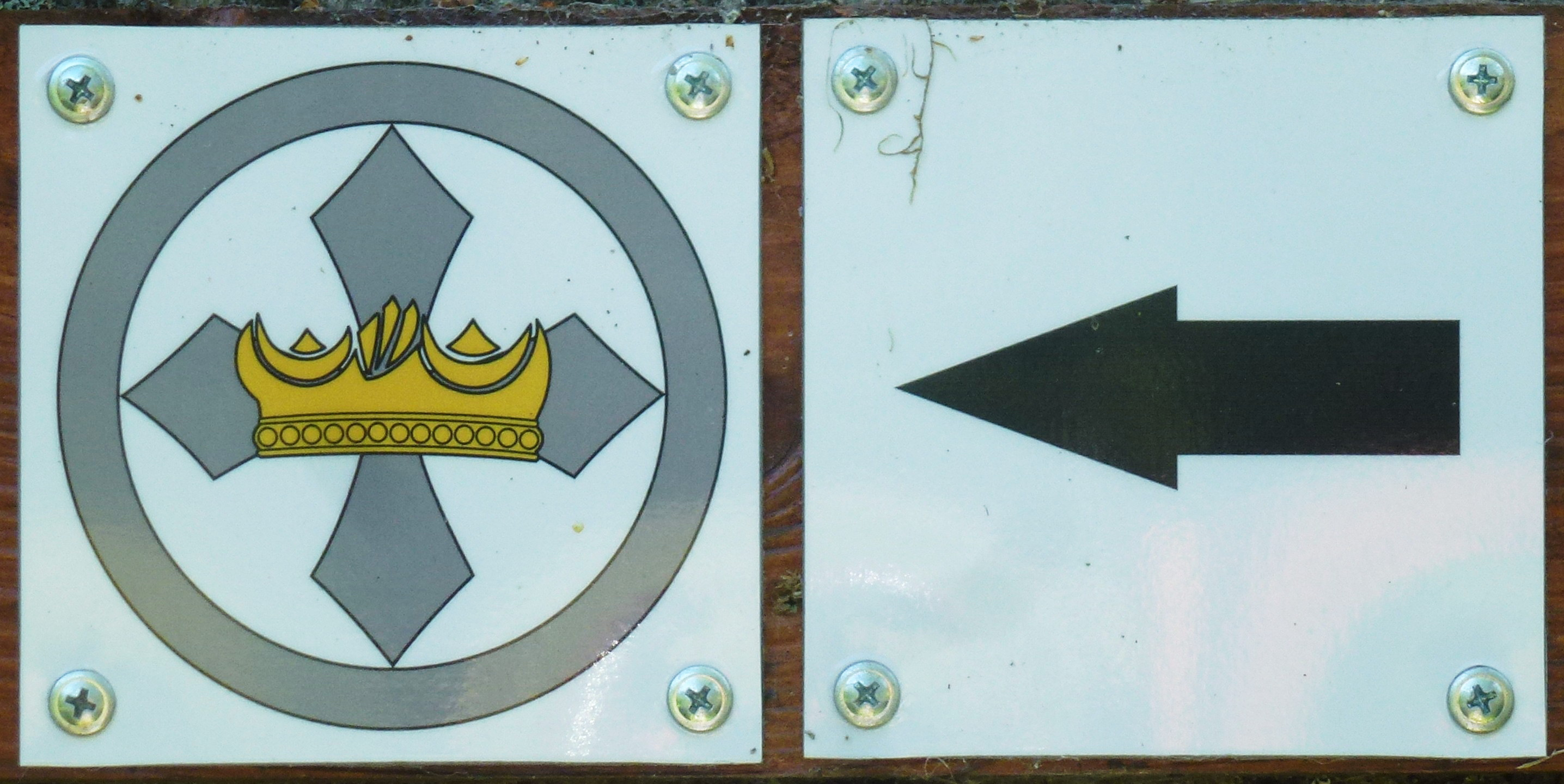
Pilgrimsledens markering.

I sydost angränsar Fatburen till en halvö som heter Rävnäset och på nordvästra sidan går Brakmarsvägen, som mot söder följer bergväggen och fortsätter ner till Uddby kvarn. Åt norr leder vägen över en bro med intilliggande dammluckor som dämmer upp Fatburens utlopp till Follbrinkströmmen. Strömmens vattenkraft nyttjades från medeltiden fram till 1940-talet för olika industriella verksamheter.
På Fatburens södra sida ligger Holländaretorp mellan Brakmarsvägen och det nor som leder från Albysjön. Här vid sydöstra sidan av sjön finns en av de vackra vyer som inspirerade Prins Eugen till sin målning ”Det stilla vattnet” från 1901.
Runt sjön och Follbrinkströmmen finns en markerad vandringsled, som inrättades av bland annat Tyresö församling. Rundan kallas "Pilgrimsvandring i kulturlandskap" och för pilgrimen till flera av de platser där målarprinsen Eugen skapade några av sina mest kända verk.

## Bilder

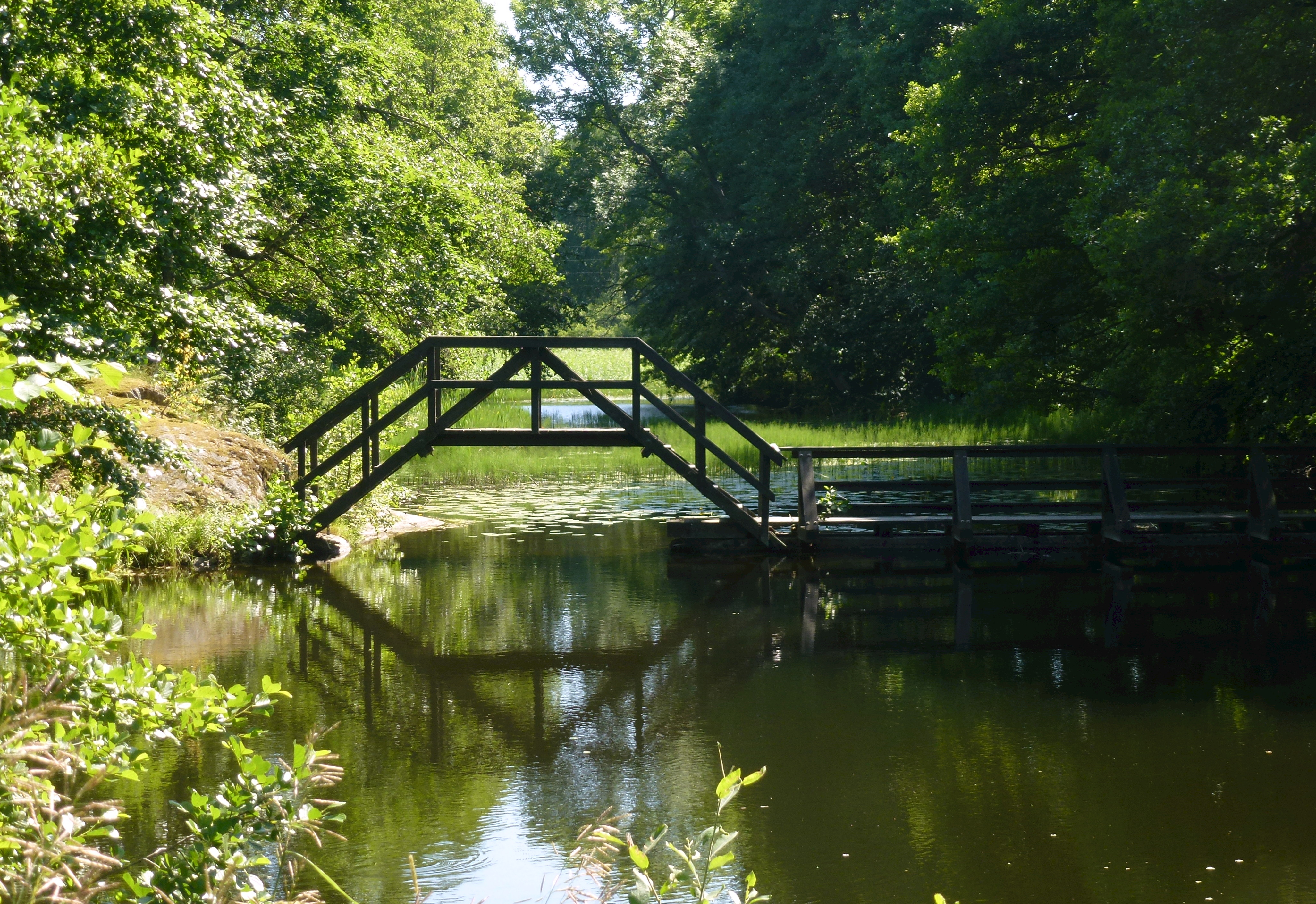
Förbindelsen till Albysjön
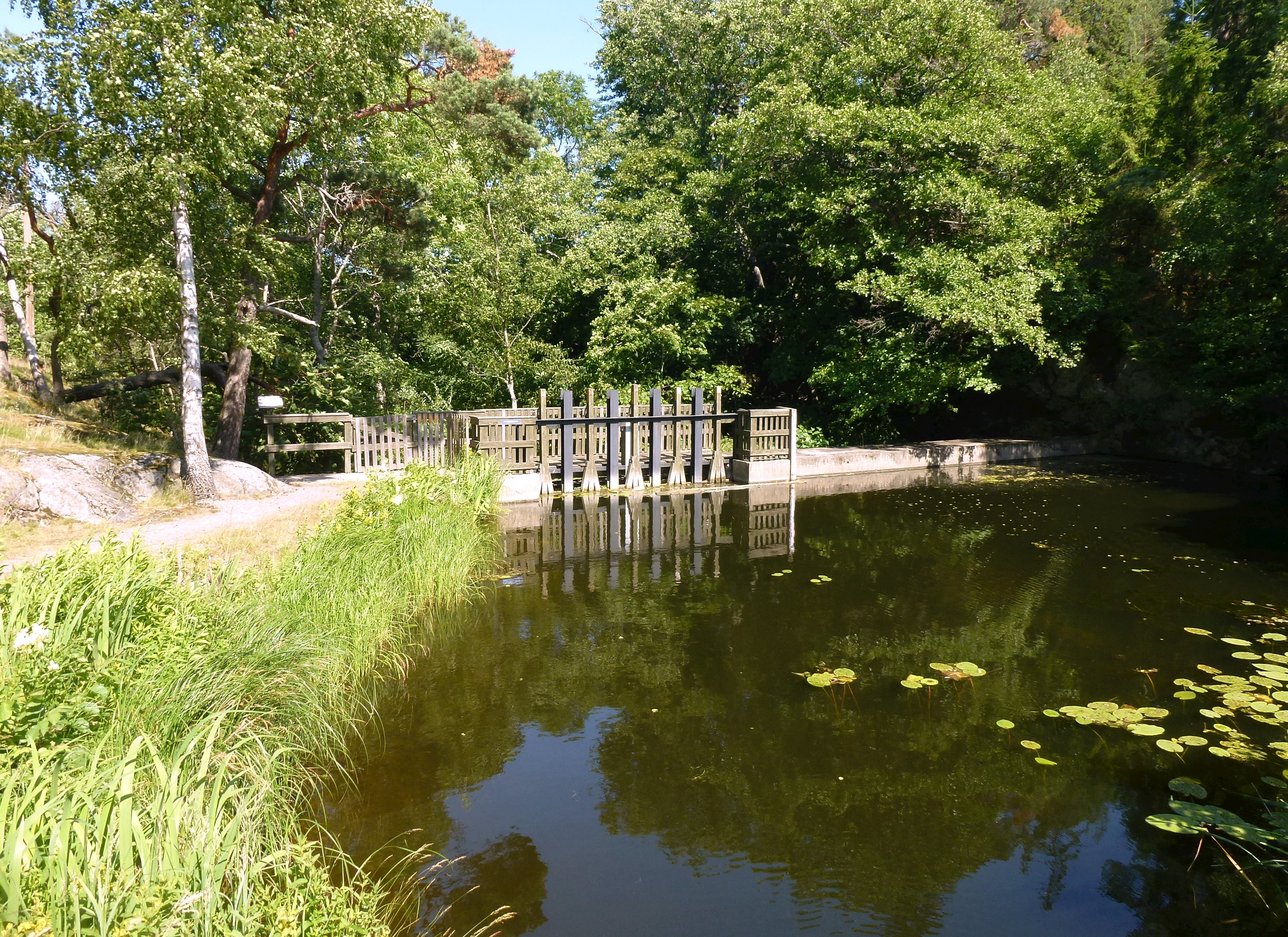
Dammen mot Follbrinkströmmen
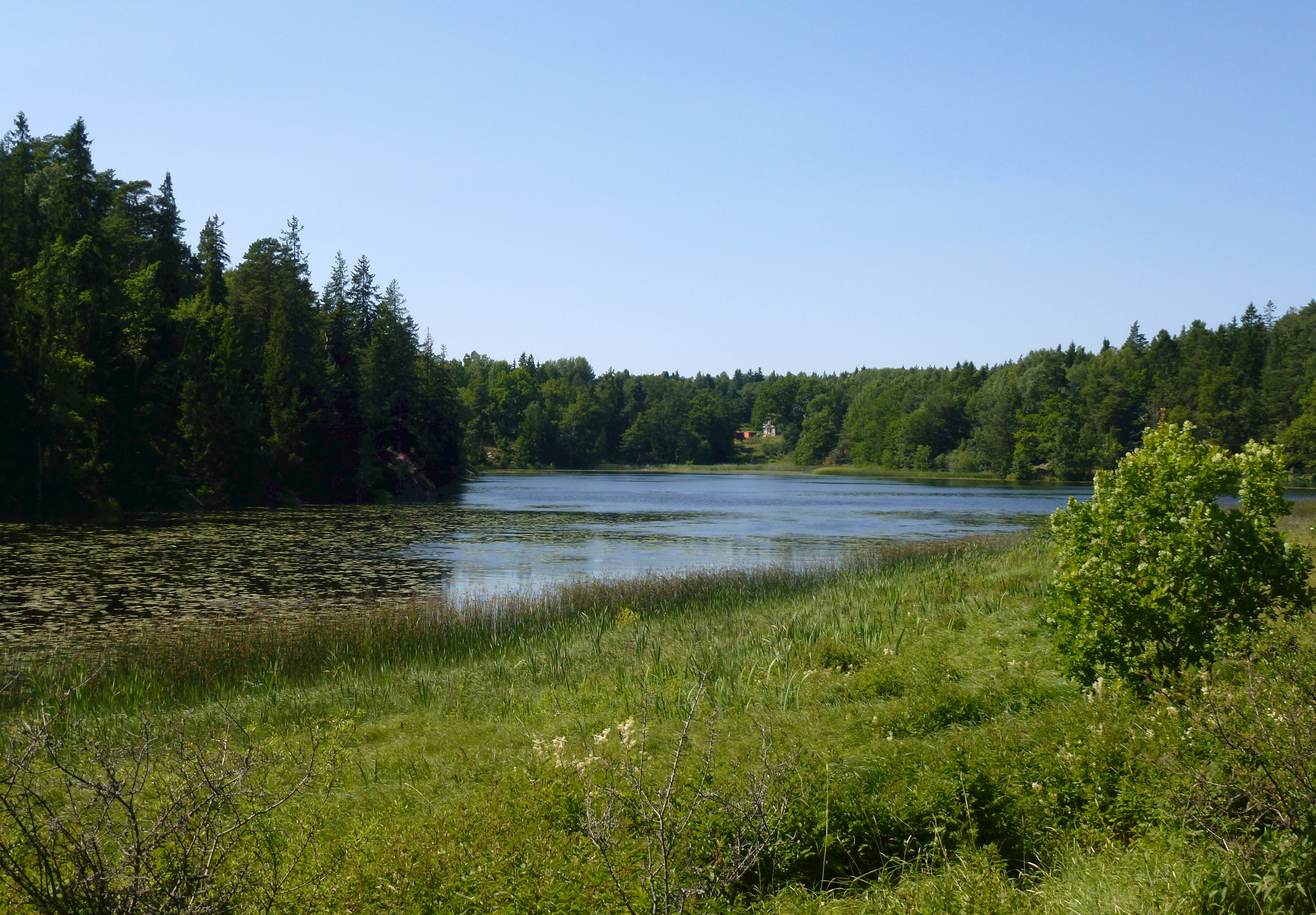
Prins Eugens motiv för ”Det stilla vattnet”
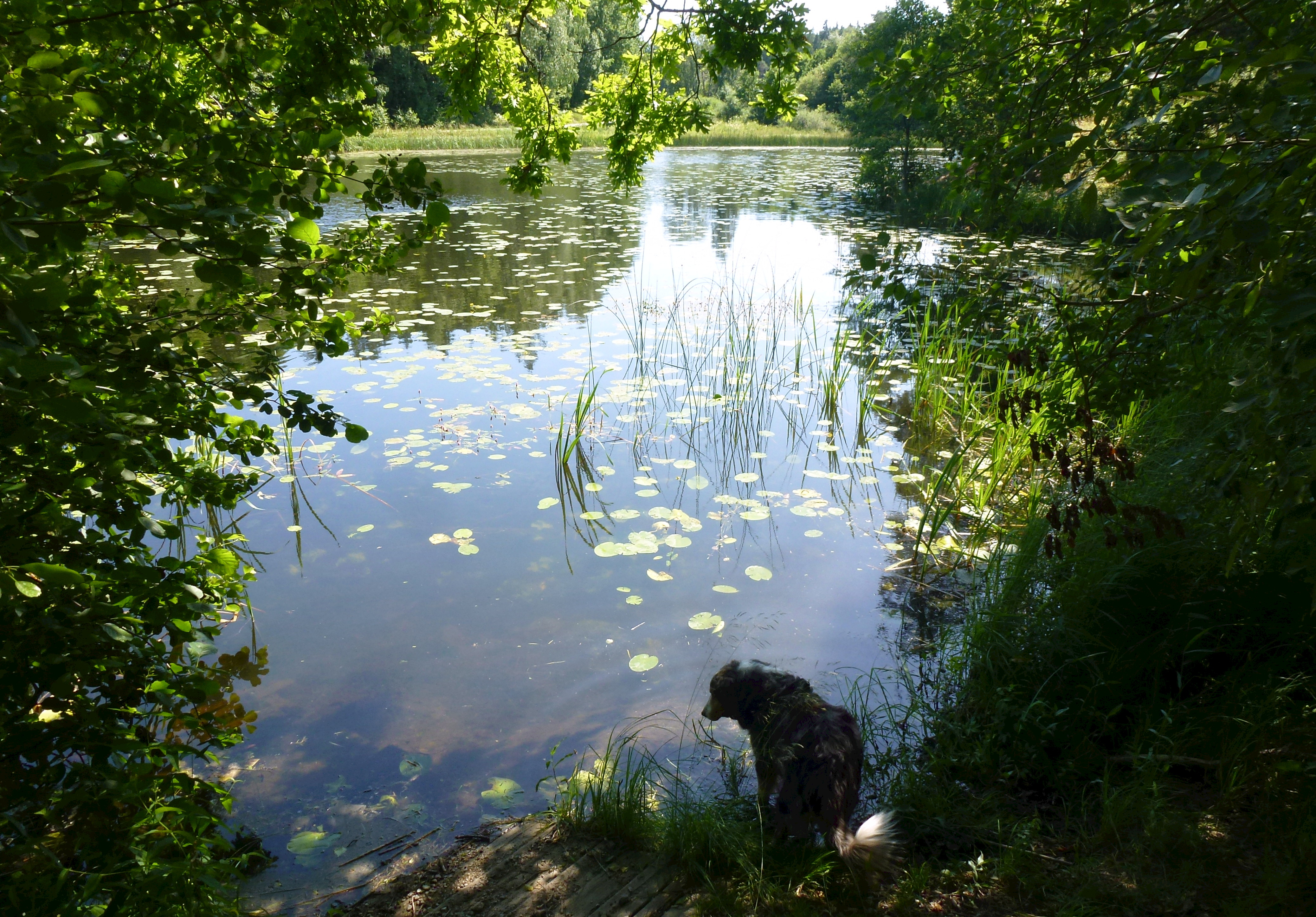
Fatburens norrsida

## Delavrinningsområde
Fatburen ingår i delavrinningsområde (657066-164190) som SMHI kallar för Utloppet av Fatburen. Medelhöjden är 29 meter över havet och ytan är 0,55 kvadratkilometer. Räknas de 22 avrinningsområdena uppströms in blir den ackumulerade arean 237,43 kvadratkilometer. Avrinningsområdets utflöde Tyresån (Kålbrinksströmmen) mynnar i havet. Avrinningsområdet består mestadels av skog (50 procent). Avrinningsområdet har 0,85 kvadratkilometer vattenytor vilket ger det en sjöprocent på 5,2 procent. Bebyggelsen i området täcker en yta av 6,51 kvadratkilometer eller 40 procent av avrinningsområdet.